# Autostrada A501 (Franța)
Autostrada A501, sau A501, este o scurtă autostradă franceză care asigură legătura între A52 (spre Aix-en-Provence) și A50 (spre Marsilia), ocolind orașul Aubagne.
Aceasta este parțial concesionată companiei Escota (de la A52 până la ieșirea 7), în timp ce restul secțiunii este administrat de DIR Méditerranée.
De remarcat că tronsonul concesionat este integrat în sistemul de taxare al A52.

## Istoric
Declarație de utilitate publică:
- 12.08.1955: Secțiunea Aubagne-Ouest - Aubagne-Nord (A50 - ieșirea 7)[1], (declarație prelungită la 16.11.1960[2])
- 01.06.1967: Secțiunea Aubagne-Nord - Saint-Pierre-lès-Aubagne (ieșirea 7 - A52)[3], (declarație reînnoită la 07.08.1972[4])

Dare în exploatare:
- 14.07.1962: Secțiunea Aubagne-Ouest - Aubagne-Nord (A50 - ieșirea 7)
- 29.08.1974: Secțiunea Aubagne-Nord - Saint-Pierre-lès-Aubagne (ieșirea 7 - A52)

## Traseu
| De la A52 până la ieșirea 7; secțiune cu taxă (sistem închis al A52) concesionată către Escota. |                                                                               |      |
| A52                                                                                             |                                                                               |      |
| Intersecție                                                                                     | Nod rutier între A52 și A501: Aix-en-Provence, Nisa (nod rutier parțial).     | A52  |
| A501                                                                                            |                                                                               |      |
| 7 - Aubagne-Pin Vert                                                                            | Orașe deservite: Fréjus, Saint-Raphaël, Aix-en-Provence, Roquevaire, Aubagne. | RD96 |
| De la ieșirea 7 până la A50; secțiune gratuită neconcesionată, gestionată de DIR Méditerranée.  |                                                                               |      |
| 6 - Aubagne-centre                                                                              | Orașe deservite: Aubagne (nod rutier parțial).                                | RD2  |
| A501                                                                                            |                                                                               |      |
| Intersecție                                                                                     | Nod rutier între A50 și A501: Marsilia (nod rutier parțial).                  | A50  |
| A50                                                                                             |                                                                               |      |